# Коломбьес
Коломбье́с (фр. Colombiès, окс. Colombièrs) — коммуна во Франции, находится в регионе Окситания. Департамент — Аверон. Входит в состав кантона Бараквиль-Совтер. Округ коммуны — Родез.
Код INSEE коммуны — 12068.
Коммуна расположена приблизительно в 510 км к югу от Парижа, в 110 км северо-восточнее Тулузы, в 19 км к западу от Родеза.

## Население
Население коммуны на 2008 год составляло 952 человека.
| 1962 | 1968 | 1975 | 1982 | 1990 | 1999 | 2008 |
| ---- | ---- | ---- | ---- | ---- | ---- | ---- |
| 1567 | 1657 | 1446 | 1234 | 1096 | 984  | 952  |

## Администрация
| Период | Период | Фамилия      | Партия | Примечания |
| ------ | ------ | ------------ | ------ | ---------- |
| 1969   | 1983   | Пьер Лор     |        |            |
| 1983   | 2001   | Андре Казаль |        |            |
| 2001   |        | Доминик Бар  |        |            |

## Экономика

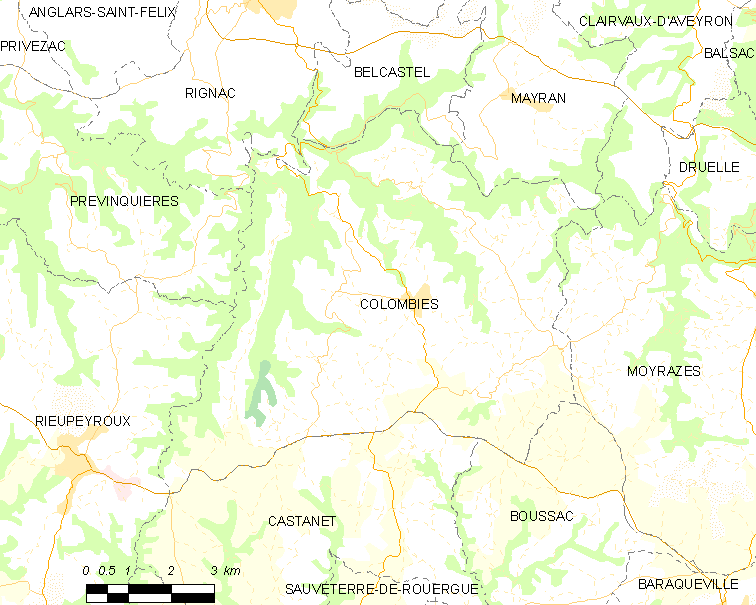
Карта коммуны

В 2007 году среди 535 человек в трудоспособном возрасте (15—64 лет) 401 были экономически активными, 134 — неактивными (показатель активности — 75,0 %, в 1999 году было 66,2 %). Из 401 активных работали 388 человек (233 мужчины и 155 женщин), безработных было 13 (7 мужчин и 6 женщин). Среди 134 неактивных 34 человека были учениками или студентами, 55 — пенсионерами, 45 были неактивными по другим причинам.